# Stillness of Heart
«Stillness of Heart» es una canción del artista estadounidense Lenny Kravitz. Fue lanzado como segundo sencillo de su sexto álbum titulado Lenny, el 29 de enero de 2002.
La canción trata sobre la paz interior y el amor. Kravitz «experimenta un vacío emocional que lo lleva a preguntarse sobre el amor, el perdón y la verdadera esencia de la vida».

## Posicionamiento
| Lista                  | Posición |
| ---------------------- | -------- |
| Adult Top 40           | 18       |
| Canadian Singles Chart | 22       |
| Modern Rock Tracks     | 38       |
| Italia                 | 16       |
| Suiza                  | 31       |
| Alemania               | 38       |
| Austria                | 51       |
| Francia                | 83       |
| Países Bajos           | 84       |
| Reino Unido            | 44       |